# 花小金井駅
花小金井駅（はなこがねいえき）は、東京都小平市花小金井一丁目にある、西武鉄道新宿線の駅である。駅番号はSS18。
都道15号・小金井街道沿いに位置し、東京都立小金井公園の最寄り駅の一つである。駅名は玉川上水堤に植樹されていたヤマザクラ（小金井桜）に因んだものである。

## 歴史
- 1927年（昭和02年）04月16日 - 開業。
- 1974年（昭和49年）11月01日 - 跨線橋の使用を開始。同時に構内踏切を廃止[2]。
- 1993年（平成05年）10月07日 - 自動改札機使用開始[注 1]
- 1998年（平成10年）12月11日 - 南口開設。橋上駅舎使用開始[3][4]。

## 駅構造
島式ホーム1面2線を有する地上駅。
元々は田無駅と同様に上下本線の間に中線を設けた2面3線構造（ただし、小平側は行き止まり）だったが、これを撤去し現在の形態になった。ホーム中間部の幅員が広いことや、ホームに進入する手前の線路が上下線で大きく間が空いていることなどに、当時の2面3線構造の名残りを見ることができる。かつては旧中線部分にホーム屋根がなかったためはっきりと名残を見る事が出来たが、改装工事によって屋根が建て替えられたため無くなった。
旧西武鉄道時代から長い間地上駅舎は線路の北側にのみ設けられていたが、1998年に橋上駅舎が新設され、南口を設置した。それ以前は跨線橋で駅舎とホームを連絡していたが、車椅子利用者などのために使用する構内踏切も残されていた。ホームおよび北口・南口と改札階を連絡するエレベーター・エスカレーターが設置されている。
トイレは改札内コンコース部に立地し、多機能トイレを併設する。橋上駅舎の供用を開始した1998年に、西武の駅で初めて駅改札内トイレに無料のトイレットペーパーが配備された。
改札外などに出店している構内店舗の詳細は西武プロパティーズ公式サイト「花小金井駅の店舗情報」を参照。

### のりば
| ホーム | 路線   | 方向 | 行先                   |
| ------ | ------ | ---- | ---------------------- |
| 1      | 新宿線 | 上り | 高田馬場・西武新宿方面 |
| 2      | 新宿線 | 下り | 所沢・本川越・拝島方面 |

## 利用状況
2024年（令和6年）度の1日平均乗降人員は54,491人であり、西武鉄道全92駅中15位。東久留米市や西東京市、小金井市の境界に近く、3市からの利用者も多い。
近年の1日平均乗降・乗車人員の推移は下表の通り。
| 年度               | 1日平均 乗降人員 | 1日平均 乗車人員 | 出典     |
| ------------------ | ---------------- | ---------------- | -------- |
| 1990年（平成02年） |                  | 29,066           | [ * 1 ]  |
| 1991年（平成03年） |                  | 29,828           | [ * 2 ]  |
| 1992年（平成04年） |                  | 29,036           | [ * 3 ]  |
| 1993年（平成05年） |                  | 29,036           | [ * 4 ]  |
| 1994年（平成06年） |                  | 28,263           | [ * 5 ]  |
| 1995年（平成07年） |                  | 27,612           | [ * 6 ]  |
| 1996年（平成08年） |                  | 27,140           | [ * 7 ]  |
| 1997年（平成09年） | 53,220           | 26,605           | [ * 8 ]  |
| 1998年（平成10年） | 52,465           | 26,099           | [ * 9 ]  |
| 1999年（平成11年） | 52,154           | 25,948           | [ * 10 ] |
| 2000年（平成12年） | 52,944           | 26,405           | [ * 11 ] |
| 2001年（平成13年） | 53,782           | 26,803           | [ * 12 ] |
| 2002年（平成14年） | 53,577           | 26,701           | [ * 13 ] |
| 2003年（平成15年） | 53,641           | 26,751           | [ * 14 ] |
| 2004年（平成16年） | 50,962           | 25,348           | [ * 15 ] |
| 2005年（平成17年） | 51,189           | 25,488           | [ * 16 ] |
| 2006年（平成18年） | 51,860           | 25,808           | [ * 17 ] |
| 2007年（平成19年） | 52,809           | 26,358           | [ * 18 ] |
| 2008年（平成20年） | 53,634           | 26,792           | [ * 19 ] |
| 2009年（平成21年） | 53,268           | 26,605           | [ * 20 ] |
| 2010年（平成22年） | 52,242           | 26,142           | [ * 21 ] |
| 2011年（平成23年） | 51,665           | 25,923           | [ * 22 ] |
| 2012年（平成24年） | 53,099           | 26,489           | [ * 23 ] |
| 2013年（平成25年） | 54,191           | 27,123           | [ * 24 ] |
| 2014年（平成26年） | 54,184           | 27,118           | [ * 25 ] |
| 2015年（平成27年） | 55,538           | 27,784           | [ * 26 ] |
| 2016年（平成28年） | 56,544           | 28,290           | [ * 27 ] |
| 2017年（平成29年） | 57,651           | 28,833           | [ * 28 ] |
| 2018年（平成30年） | 59,223           | 29,630           | [ * 29 ] |
| 2019年（令和元年） | 59,220           | 29,637           | [ * 30 ] |
| 2020年（令和02年） | 42,843           |                  |          |
| 2021年（令和03年） | 45,498           |                  |          |
| 2022年（令和04年） | 49,987           |                  |          |
| 2023年（令和05年） | 52,593           |                  |          |
| 2024年（令和06年） | 54,491           |                  |          |

## 駅周辺

### 北口
- 小平市役所 東部出張所・東部市民センター
  - 小平市立花小金井図書館
- 東京都多摩小平保健所
- 東京都小平児童相談所
- 東京都小平合同庁舎
  - 主税局小平都税支所
  - 水道局小平サービスステーション
  - 産業労働局中央農業改良普及センター本所
  - 都市整備局多摩建築指導事務所
  - 教育庁西部学校経営支援センター支所
- 小平消防署 花小金井出張所
- 小平市花小金井武道館
- 公立昭和病院
- 花小金井駅前郵便局（無集配局、風景印配備局）
- 三井住友銀行 花小金井支店
- 多摩六都科学館（北口バスターミナルから西東京市はなバス「第4北ルート」田無駅行（通年運行）で6分、多摩六都科学館下車すぐ）
- 花小金井商栄会
- いなげや 花小金井駅前店
- 西友 花小金井店
- りそな銀行 花小金井支店
- ハードオフ・ホビーオフ花小金井店
- ブックオフ花小金井店
- ロピア 田無店（田無駅より若干近い）

### 南口
- 小平グリーンロード
- 小平市立花小金井南公民館
- 小平市立鈴木公民館
- 小平市花小金井南地域センター・小平市立花小金井南児童館
- 小平鈴木二郵便局（無集配局、風景印配備局） 丸型ポスト設置。小平市は東京都内の自治体で丸型ポスト設置数が最も多い（37基、うち33基が現役で使用）[9][10]。
- 東京都立小金井公園
  - 江戸東京たてもの園
- 嘉悦大学
- 多摩信用金庫 花小金井支店

## バス路線
西武バス・関東バス・立川バス・都営バスにより運行され、以下の路線が発着する（関東バスは西東京市コミュニティバス「はなバス」も受託運行している）。

### 花小金井駅北口
| 乗り場 | 系統     | 主要経由地                                                       | 行先                 | 担当事業者・営業所   | 備考                                         |
| ------ | -------- | ---------------------------------------------------------------- | -------------------- | -------------------- | -------------------------------------------- |
| 1      | 花09     | 花小金井五丁目                                                   | 多摩六都科学館       | 関東バス・武蔵野     | 不定期運行（運行休止中）                     |
| 1      | はなバス | 多摩六都科学館・西原町四丁目・田無警察署                         | 田無駅               | 関東バス・武蔵野     | 朝は西原町四丁目経由せず                     |
| 1      | はなバス | 芝久保・芝久保運動場・田無庁舎                                   | 田無駅               | 関東バス・武蔵野     |                                              |
| 1      | 寺51     |                                                                  | 昭和病院・昭和病院前 | 立川バス・上水       | 昭和病院前止まり深夜バスあり                 |
| 1      | 寺56     | 昭和病院前                                                       | 大沼団地             | 立川バス・上水       |                                              |
| 2      | 吉64     | 田無駅入口・東伏見稲荷神社・吉祥寺通り入口                       | 吉祥寺駅             | 西武バス・滝山       |                                              |
| 2      | 梅70     | －                                                               | 青梅車庫             | 都営バス・青梅       |                                              |
| 2      | 梅70     | －                                                               | 大和操車所前         | 都営バス・青梅       | 終車1回のみ                                  |
| 3      | 花01     | 花小金井五丁目・滝山団地・滝山営業所                             | 久留米西団地         | 西武バス・滝山       |                                              |
| 3      | 花02     | 花小金井五丁目・滝山団地                                         | 滝山営業所           | 西武バス・滝山       |                                              |
| 3      |          | 花小金井五丁目・滝山団地・滝山営業所                             | 久留米西団地         | 西武バス・滝山、小平 | 武蔵小金井駅始発・夜間のみ運行・深夜バスあり |
| 3      | 清03     | 花小金井五丁目・滝山団地・久留米西団地・下里団地・東京病院北     | 清瀬駅南口           | 西武バス・滝山       |                                              |
| 3      | 清03‐1   | 花小金井五丁目・滝山団地・久留米西団地・下里団地・東京病院玄関前 | 清瀬駅南口           | 西武バス・滝山       |                                              |

### 花小金井駅入口
のりばは、北口商店街を抜けた先の西友花小金井店前（都道15号小金井街道沿い）にある。
| 乗り場 | 系統                         | 主要経由地                                                       | 行先           | 担当事業者・営業所 | 備考       |
| ------ | ---------------------------- | ---------------------------------------------------------------- | -------------- | ------------------ | ---------- |
| 4      | 武12・武13・武14・武15・武21 | 小金井公園西口・小金井橋                                         | 武蔵小金井駅   | 西武バス滝山・小平 |            |
| 4      | 武17                         | 花小金井駅南口・日立国際電気・小金井橋                           | 武蔵小金井駅   | 西武バス・小平     | ダイヤ注意 |
| 5      | 武12                         | 花小金井五丁目・前沢十字路・東久留米市役所                       | 東久留米駅西口 | 西武バス・滝山     |            |
| 5      | 武13                         | 花小金井五丁目・前沢宿・東久留米総合高校                         | 清瀬駅南口     | 西武バス・小平     |            |
| 5      | 武17                         | 昭和病院                                                         | 小平駅南口     | 西武バス・小平     | ダイヤ注意 |
| 6      | 武15                         | 花小金井五丁目・滝山団地                                         | 滝山営業所     | 西武バス・滝山     |            |
| 6      | 武21                         | 花小金井五丁目・錦城高校・滝山団地・久留米西団地・東久留米市役所 | 東久留米駅西口 | 西武バス・滝山     |            |

### 花小金井駅南口
| 乗り場 | 系統                 | 主要経由地                           | 行先         | 担当事業者・営業所 | 備考         |
| ------ | -------------------- | ------------------------------------ | ------------ | ------------------ | ------------ |
| 1      | 寺51‐1・寺55・寺56‐1 | 小平団地中央・喜平橋                 | 国分寺駅北口 | 立川バス・上水     |              |
| 2      | 武17                 | 花小金井駅入口・昭和病院             | 小平駅南口   | 西武バス・小平     | ダイヤ注意   |
| 2      | 花12・武17           | 小平団地中央・日立国際電気・小金井橋 | 武蔵小金井駅 | 西武バス・小平     |              |
| 3      | 境16                 | 向台町五丁目・事務本部・境橋         | 武蔵境駅     | 関東バス・武蔵野   | ダイヤ注意   |
| 3      | 花20                 | （直通）                             | 事務本部     | 関東バス・武蔵野   | 平日朝のみ   |
| 3      | 花21                 |                                      | 向台町五丁目 | 関東バス・武蔵野   | 平日のみ     |
| 3      |                      | 向台町五丁目・事務本部・境橋         | 武蔵野営業所 | 関東バス・武蔵野   | 平日夕方のみ |

## コミュニティタクシー
南口ソフトバンクショップ付近に、乗り場がある。
- 小平市コミュニティタクシー「鈴木町ルート」

一時期、花小金井北部地域を運行した小平市コミュニティタクシー（花小金井ルート） 「花小金井駅北口」停留所（いなげや1階マクドナルド前）が設置されていた。市内の公共交通困難地域対策として「大沼町・花小金井地域コミュニティタクシーを考える会」（事務局：市都市開発部公共交通担当）での検討を経て実施した実証実験運行で、2008年（平成20年）4月から9月まで先行実施した大沼地域での結果が好調だったことをも踏まえ、同年10月6日から2009年（平成21年）3月31日まで実施されたが運行を終了している。

## 隣の駅
西武鉄道
 新宿線
■拝島ライナー・■快速急行・■通勤急行
通過
■急行・■準急・■各駅停車
田無駅 (SS17) - 花小金井駅 (SS18) - 小平駅 (SS19)
- 1954年までは、小平駅との間に東小平駅が存在した。